# Српски фудбалски клубови у европским такмичењима 2021/22.
Српски фудбалски клубови у квалификацијама за европска такмичења у сезони 2021/22. су имали четири представника:
- Црвена звезда у квалификацијама за УЕФА Лигу шампиона од другог кола као првак Суперлиге Србије и победник Купа Србије;
- Партизан у квалификацијама за УЕФА Лигу конференције од другог кола као другопласирани тим Суперлиге Србије;
- Чукарички у квалификацијама за УЕФА Лигу конференције од другог кола као трећепласирани тим Суперлиге Србије;
- Војводина у квалификацијама за УЕФА Лигу конференције од другог кола као четвртопласирани тим Суперлиге Србије.

## Црвена звезда у УЕФА Лиги шампиона

### Друго коло квалификација
| Каират                | 2 : 1 Извештај | Црвена звезда        |
| --------------------- | -------------- | -------------------- |
| Канте 24’ · Бањак 79’ |                | Микановић 57’ (а.г.) |

| Црвена звезда                                      | 5 : 0 Извештај | Каират |
| -------------------------------------------------- | -------------- | ------ |
| Катаи 9’, 42’ · Диони 21’ · Иванић 49’ · Фалко 56’ |                |        |

Црвена звезда се укупним резултатом 6:2 пласирала у треће коло квалификација за УЕФА Лигу шампиона.

### Треће коло квалификација
| Црвена звезда | 1 : 1 Извештај | Шериф Тираспољ |
| ------------- | -------------- | -------------- |
| Диони 45+1’   |                | Кастањеда 33’  |

| Шериф Тираспољ | 1 : 0 Извештај | Црвена звезда |
| -------------- | -------------- | ------------- |
| Арболеда 45+2’ |                |               |

Шериф Тираспољ се укупним резултатом 2:1 пласирао у плеј-оф УЕФА Лиге шампиона, док је Црвена звезда такмичење наставила у плеј-офу УЕФА Лиге Европе.

## Црвена звезда у УЕФА Лиги Европе

### Плеј-оф
| Црвена звезда                                | 4 : 0 Извештај | ЧФР Клуж |
| -------------------------------------------- | -------------- | -------- |
| Павков 5’ · Катаи 38’ · Бен 68’ · Иванић 77’ |                |          |

| ЧФР Клуж    | 1 : 2 Извештај | Црвена звезда               |
| ----------- | -------------- | --------------------------- |
| Дебељух 34’ |                | Катаи 5’ (пен) · Павков 53’ |

Црвена звезда се укупним резултатом 6:1 пласирала у групну фазу УЕФА Лиге Европе.

### Група Ф
Црвена звезда је на жребу 27. августа 2021. из другог шешира сврстана у групу Ф.
| Табела               | ИГ | Д | Н | И | ГД | ГП | ГР | Бод. |
| -------------------- | -- | - | - | - | -- | -- | -- | ---- |
| 1. Црвена звезда     | 6  | 3 | 2 | 1 | 6  | 4  | +2 | 11   |
| 2. Брага             | 6  | 3 | 1 | 2 | 12 | 9  | +3 | 10   |
| 3. Мидтјиланд        | 6  | 2 | 3 | 1 | 7  | 7  | 0  | 9    |
| 4. Лудогорец Разград | 6  | 0 | 2 | 4 | 3  | 8  | -5 | 2    |

| Легенда:                                                 |
| -------------------------------------------------------- |
| Пласман у осмину финала УЕФА Лиге Европе                 |
| Пласман у прву елиминациону рунду УЕФА Лиге Европе       |
| Пласман у прву елиминациону рунду УЕФА Лиге конференције |
| Елиминација из даљег такмичења                           |

| Црвена звезда               | 2 : 1 Извештај | Брага      |
| --------------------------- | -------------- | ---------- |
| Родић 75’ · Катаи 85’ (пен) |                | Галено 76’ |

| Лудогорец Разград | 0 : 1 Извештај | Црвена звезда |
| ----------------- | -------------- | ------------- |
|                   |                | Канга 64’     |

| Мидтјиланд | 1 : 1 Извештај | Црвена звезда |
| ---------- | -------------- | ------------- |
| Дир 78’    |                | Иванић 58’    |

| Црвена звезда | 0 : 1 Извештај | Мидтјиланд      |
| ------------- | -------------- | --------------- |
|               |                | Канга 56’ (а.г) |

| Црвена звезда | 1 : 0 Извештај | Лудогорец Разград |
| ------------- | -------------- | ----------------- |
| Иванић 57’    |                |                   |

| Брага            | 1 : 1 Извештај | Црвена звезда   |
| ---------------- | -------------- | --------------- |
| Галено 52’ (пен) |                | Катаи 70’ (пен) |

### Осмина финала
| Рејнџерс                                       | 3 : 0 Извештај | Црвена звезда |
| ---------------------------------------------- | -------------- | ------------- |
| Тавернје 11’ (пен) · Морелос 15’ · Балогун 51’ |                |               |

| Црвена звезда                | 2 : 1 Извештај | Рејнџерс |
| ---------------------------- | -------------- | -------- |
| Иванић 10’ · Бен 90+3’ (пен) |                | Кент 56’ |

Рејнџерс се укупним резултатом 4:2 пласирао у четвртфинале УЕФА Лиге Европе.

## Партизан у УЕФА Лиги конференције

### Друго коло квалификација
| Партизан     | 1 : 0 Извештај | ДАК 1904 Дунајска Стреда |
| ------------ | -------------- | ------------------------ |
| Марковић 19’ |                |                          |

| ДАК 1904 Дунајска Стреда | 0 : 2 Извештај | Партизан               |
| ------------------------ | -------------- | ---------------------- |
|                          |                | Пантић 20’ · Гомеш 80’ |

Партизан се укупним резултатом 3:0 пласирао у треће коло квалификација за УЕФА Лигу конференције.

### Треће коло квалификација
| Сочи            | 1 : 1 Извештај | Партизан  |
| --------------- | -------------- | --------- |
| Нобоа 66’ (пен) |                | Гомеш 73’ |

| Партизан                          | 2 : 2 Извештај | Сочи                                     |
| --------------------------------- | -------------- | ---------------------------------------- |
| Јојић 55’ · Шћекић 90’            |                | Терехов 33’, 76’                         |
| Пенали                            |                |                                          |
| Живковић · Гомеш · Сума · Вујачић | 4 : 2          | Цалагов · Воробјев · Жоаозињо · Родригао |

Партизан се након бољег извођења једанаестераца пласирао у плеј-оф УЕФА Лиге конференције.

### Плеј-оф
| Санта Клара            | 2 : 1 Извештај | Партизан    |
| ---------------------- | -------------- | ----------- |
| Карлос 4’ · Морита 49’ |                | Вујачић 54’ |

| Партизан                        | 2 : 0 Извештај | Санта Клара |
| ------------------------------- | -------------- | ----------- |
| Гомеш 25’ (пен) · Саничанин 27’ |                |             |

Партизан се укупним резултатом 3:2 пласирао у групну фазу УЕФА Лиге конференције.

### Група Ф
Партизан је на жребу 27. августа 2021. из другог шешира сврстан у групу Б.
| Табела                 | ИГ | Д | Н | И | ГД | ГП | ГР | Бод. |
| ---------------------- | -- | - | - | - | -- | -- | -- | ---- |
| 1. Гент                | 6  | 4 | 1 | 1 | 6  | 2  | +4 | 13   |
| 2. Партизан            | 6  | 2 | 2 | 2 | 6  | 4  | +2 | 8    |
| 3. Анортозис Фамагуста | 6  | 1 | 3 | 2 | 6  | 9  | -3 | 6    |
| 4. Флора Талин         | 6  | 1 | 2 | 3 | 5  | 8  | -3 | 5    |

| Легенда:                                                 |
| -------------------------------------------------------- |
| Пласман у осмину финала УЕФА Лиге конференције           |
| Пласман у прву елиминациону рунду УЕФА Лиге конференције |
| Елиминација из даљег такмичења                           |

| Анортозис Фамагуста | 0 : 2 Извештај | Партизан              |
| ------------------- | -------------- | --------------------- |
|                     |                | Мениг 42’ · Гомеш 68’ |

| Партизан          | 2 : 0 Извештај | Флора Талин |
| ----------------- | -------------- | ----------- |
| Марковић 20’, 42’ |                |             |

| Партизан | 0 : 1 Извештај | Гент     |
| -------- | -------------- | -------- |
|          |                | Кумс 59’ |

| Гент         | 1 : 1 Извештај | Партизан     |
| ------------ | -------------- | ------------ |
| Тисудали 80’ |                | Урошевић 66’ |

| Флора Талин | 1 : 0 Извештај | Партизан |
| ----------- | -------------- | -------- |
| Милер 44’   |                |          |

| Партизан        | 1 : 1 Извештај | Анортозис Фамагуста       |
| --------------- | -------------- | ------------------------- |
| Миловановић 20’ |                | Христодулопулос 33’ (пен) |

### Шеснаестина финала
| Спарта Праг | 0 : 1 Извештај | Партизан  |
| ----------- | -------------- | --------- |
|             |                | Мениг 78’ |

| Партизан      | 2 : 1 Извештај | Спарта Праг |
| ------------- | -------------- | ----------- |
| Гомеш 7’, 24’ |                | Хложек 85’  |

Партизан се укупним резултатом 3:1 пласирао у осмину финала УЕФА Лиге конференције.

### Осмина финала
| Партизан              | 2 : 5 Извештај | Фајенорд Ротердам                                              |
| --------------------- | -------------- | -------------------------------------------------------------- |
| Натхо 13’ · Јовић 46’ |                | Торнстра 20’, 77’ · Десерс 52’ · Гертруида 64’ · Синистера 71’ |

| Фајенорд Ротердам                    | 3 : 1 Извештај | Партизан  |
| ------------------------------------ | -------------- | --------- |
| Десерс 45’ · Нелсон 59’ · Линсен 90’ |                | Гомеш 61’ |

Фајенорд Ротердам се укупним резултатом 8:3 пласирао у четвртфинале УЕФА Лиге конференције.

## Чукарички у УЕФА Лиги конференције

### Друго коло квалификација
| Чукарички | 0 : 0 Извештај | Сумгајит |
| --------- | -------------- | -------- |
|           |                |          |

| Сумгајит | 0 : 2 Извештај | Чукарички                    |
| -------- | -------------- | ---------------------------- |
|          |                | Ндиаје 10’ · Доцић 16’ (пен) |

Чукарички се укупним резултатом 2:0 пласирао у треће коло квалификација за УЕФА Лигу конференције.

### Треће коло квалификација
| Чукарички                      | 3 : 1 Извештај | Хамарби       |
| ------------------------------ | -------------- | ------------- |
| Јовановић 22’ · Доцић 40’, 53’ |                | Лудвигсон 25’ |

| Хамарби                                                  | 5 : 1 Извештај | Чукарички  |
| -------------------------------------------------------- | -------------- | ---------- |
| Јазе 12’ · Селмани 26’, 72’ · Паулсен 44’ · Сведберг 67’ |                | Ндиаје 64’ |

Хамарби се укупним резултатом 6:4 пласирао у плеј-оф УЕФА Лиге конференције.

## Војводина у УЕФА Лиги конференције

### Друго коло квалификација
| Паневежис | 0 : 1 Извештај | Војводина |
| --------- | -------------- | --------- |
|           |                | Човић 70’ |

| Војводина   | 1 : 0 Извештај | Паневежис |
| ----------- | -------------- | --------- |
| Кабић 90+6’ |                |           |

Војводина се укупним резултатом 2:0 пласирала у треће коло квалификација за УЕФА Лигу конференције.

### Треће коло квалификација
| Војводина | 0 : 1 Извештај | ЛАСК Линц  |
| --------- | -------------- | ---------- |
|           |                | Михорл 70’ |

| ЛАСК Линц                                                                   | 6 : 1 Извештај | Војводина |
| --------------------------------------------------------------------------- | -------------- | --------- |
| Карамоко 34’ (пен), 53’ · Гојгингер 56’ · Поцман 67’ · Балић 80’ · Шмит 87’ |                | Кабић 13’ |

ЛАСК Линц се укупним резултатом 7:1 пласирао у плеј-оф УЕФА Лиге конференције.

## Биланс успешности
|   | Екипа         | Такмичење              | Ута. | Поб. | Нер. | Пор. | ГД | ГП | Домет                    |
| - | ------------- | ---------------------- | ---- | ---- | ---- | ---- | -- | -- | ------------------------ |
| 1 | Црвена звезда | УЕФА Лига шампиона     | 4    | 1    | 1    | 2    | 7  | 4  | треће коло квалификација |
| 1 | Црвена звезда | УЕФА Лига Европе       | 10   | 6    | 2    | 2    | 14 | 9  | осмина финала            |
| 2 | Партизан      | УЕФА Лига конференције | 16   | 8    | 4    | 4    | 22 | 17 | осмина финала            |
| 3 | Чукарички     | УЕФА Лига конференције | 4    | 2    | 1    | 1    | 6  | 6  | треће коло квалификација |
| 4 | Војводина     | УЕФА Лига конференције | 4    | 2    | 0    | 2    | 3  | 7  | треће коло квалификација |